# الجالغي البغدادي
""الجالغي البغدادي"" هو فن امتد منذ سنوات طويلة حتى يومنا هذا. يعتبر الجالغي البغدادي كالجوقة الموسيقية البغدادية. و تقوم فرق الجالغي البغدادي باحياء الحفلات و المناسبات يقرأ بها المقام العراقي. و فرق الجالغي البغدادي يرتدون في الاغلب زياً من الموروث العراقي او ملابس رسمية وقد يعتمرون "السدارة".

## تاريخ و تاسيس الجالغي البغدادي
تأسس الجالغي في ظل انتشار المقاهي في بغداد في القرن التاسع عشر، مثل مقهى الشابندر وسبع وعلوان العيشة والمميز و مقهى العزاوي، لقد عرفت بغداد باقامة حفلات الچالغي البغدادي قديمًا في البيوت والمقاهي البغدادية المشهورة لا سيما في ليالي شهر رمضان، إذ كان رواد المقامات العراقية يقدمون المقامات العراقية حسب تسلسل الفصول الخمسة في قراءة المقامات العراقية، والچالغي في شهر رمضان المبارك تختلف طقوسه عن الطقوس التي يتم ممارستها في الأعراس وما شاكلها. يُعتبر الجالغي البغدادي جزءًا لا يتجزأ من الثقافة الموسيقية في العراق.

## اصل التسمية
كلمة ""الچالغي"" مفردة تركية الاصل ومعناها الجماعة او التخت الموسيقي، واصلها (چالغي طقمسي) والطقمسي تعني النوادي الليلية.. وقد ظل هذا الاسم متداولاً لمدة طويلة حتى اضاف اليه الحاج هاشم الرجب لفظة البغدادي بدلاً من (طقمسي) ليعرف بعدها بالچالغي البغدادي، وان اختيار الحاج هاشم الرجب لكلمة بغدادي جاءت بسبب انتشار هذا الفن بشكل واسع في بغداد قياساً بمدن العراق الاخرى

## الآلات الجالغي البغدادي
وفرقة "الجالغي البغدادي" تضم مطرباً للمقام العراقي وأربعة عازفين، كلٌّ يمسك بآلة معينة يعزف عليها، ويرتدون في الأغلب زياً من الموروث العراقي أو ملابس رسمية، ويعتمرون "السدارة"، هذه المجموعة مع آلاتهم تسمى فرقة الجالغي البغدادي يعزفون على الجوزة والسنطور والدف والرق والطبلة.

### السنطور
السنطور كلمة فارسية معربة تعني النبر السريع، ومخترعها هو "الفلهيذ" المغني الفارسي في عهد كسرى، وهي من أقدم هذه الآلات، إذ استخدمه العراقيون القدامى منذ زمن البابليين، إذ تم العثور في التنقيبات الأثرية على تمثال يمثل عازفاً وأمامه آلة موسيقية تشبه السنطور، وقد دلَّ هذا الاكتشاف على قدم هذه الآلة، وللسنطور الدور الكبير في السيطرة على إيقاع الأغنية ونقل المفردات الموسيقية.

### الجوزة
الجوزة هي آلة قديمة تتكون من جوزة هند كبيرة يخترقها قضيب من الحديد متصل بمشطٍ صغير ومن الحديد أيضاً تربط فيه الأوتار الأربعة وينتهي إلى زند الجوزة.

### الرق
الرق هو آلة هوائية تعدّ من ضروريات فرقة الجالغي، وهناك نوعان من النقر عليها، فعندما يضرب العازف على الرق بأصبعه تسمى ضربته "تك" أما ضربته بالكف فتسمى "دُم"، وقد يرافق عازف الرق عازف آخر يسمى ضابط الإيقاع الذي يضرب على الطبلة.

## شكل فرق الجالغي البغدادي
تشتهر الجالغي البغدادي بالآتها الموسيقية و هي السنطور والرق والطبلة والجوزة والقانون.
و يتميز اعضاء فرق الجالغي البغدادي بإجادة العزف على هذه الآلات الى جانب معرفتهم الكبيرة بالمقام العراقي وتفاصيله من القطع والاوصال والتسليم حتى يتمكنون من التعبير عنه عن طريق آلاتهم الموسيقية وعزفهم بصورة مثالية تتناغم مع قارئ المقام الذي كان يتوسطهم
والذي يجلس على ما يشبه المنبر وعلى جانبيه تجلس فرقة الجالغي ، فكانوا ينصبون آلاتهم في المقاهي ليلاً ليستمتع الجالسون بصورة من اروع صور الفن والطرب العراقي.

## فرق الچالغي البغدادي
كان الچالغي البغدادي قديماً يتألف من فرقتين:
- الفرقة الاولى: تشتغل ليلاً في مقهى (المميز) تتألف من القارئ(أحمد زيدان) و(نسيم بصون) عازفاً على الكمان و(شأول بصون) عازف السنطور و(حسقيل شأول) ضاربا على الدف (وشأول زنكي) ضاربا على الطبل.
- الفرقة الثانية: تشتغل عصر كل يوم في مقهى (سبع) وتتألف من قراء المقام العراقي (حسن الشكرجي) مرة و(جميل البغدادي) مرة أخرى و(صالح شميل) عازف الكمان و(حوكي بتو) عازف السنطور و(يوسف حمو) ضارب الدف و(عبودي أمعاطو) ضارب الطبل.
في أغلب الحفلات الخاصة كان يتم دعوة بقارئ المقام العراقي رشيد القندرچي باعتبار أنه يضبط المقامات العراقية ويجيدها، أخذ محمد القبانچي يميل إلى مصاحبة الجوق الإذاعي بآلاته التي هي غير آلات الجوق المسمى الچالغي الغدادي، فصار يصاحب بالقانون بدل السنطور والكمان دون الجوزة.
تطورت هذه الفرق وأمثالها بعد ان دخلت فيها آلات الكمان والعود والقانون، وثمة فرق خاصة بالمقام العراقي كان يرأسها الفنان جميل بشير (كمان) ومنير بشير (عود) وحسين عبدالله (طبلة وايقاع) وخضير الشبلي (قانون) وخضر الياس (ناي)، وقد سجلت هذه الفرق الكثير من المقامات العراقية للإذاعة والتلفزيون العراقية وشركات الأسطوانات بأصوات المطربين محمد القبانچي وحسن خيوكة وناظم الغزال ويوسف عمر وغيرهم.
وقد أدت هذه الفرق أيضًا بعض البستات القديمة التي دخلت فيها فيما بعد آلات الساكسفون والترامبيت والبيانو، بأداء اتصف بالحداثة وتوزيع موسيقي يناسب التطور الحاصل في العصر.

### فهرس المراجع
1. ↑  ة
2. ↑  أنيس حمود معيدي. "الچالغي البغدادي بين المفهوم والمهمة الموسيقية". الثقافة الشعبية.

## وصلات خارجية
- فيديو: الجالغي البغدادي - يا صياد السمج - الفضائية العراقية القديمة